# Movimento Primeiro de Março

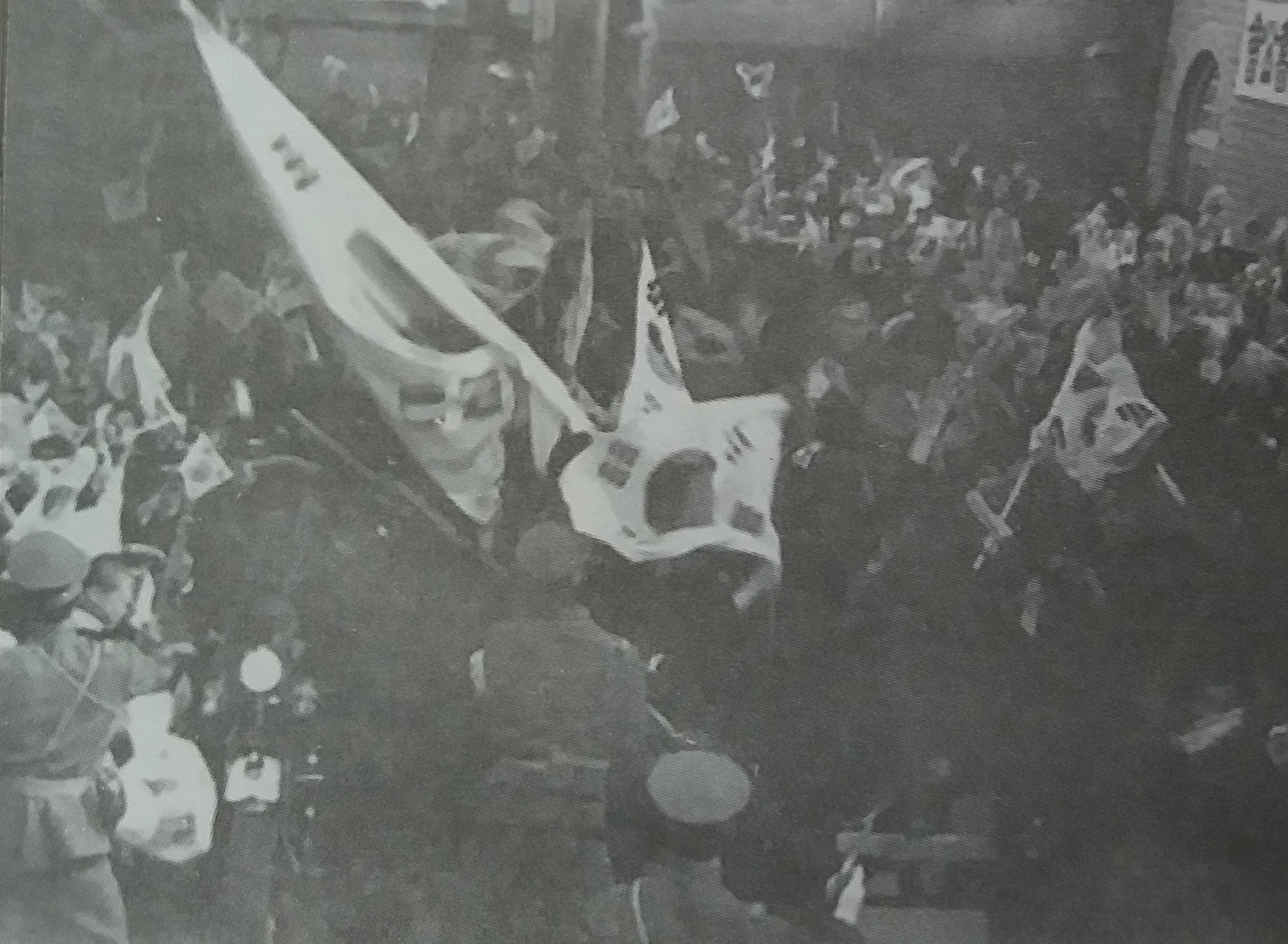
Movimento 1º de Março em Seul, em protesto contra o domínio japonês na Coreia.

O Movimento Primeiro de Março, ou Movimento Sam-il (3-1) (coreano: 삼일 운동; hanja: 三一 運動)), foi uma das primeiras demonstrações públicas da resistência coreana durante a ocupação do Império Coreano pelo Japão. O nome refere-se a um evento que ocorreu em 1º de março de 1919, daí o nome do movimento, significando literalmente "Movimento Três Um" ou "Movimento Primeiro de Março" em coreano. Ele é às vezes chamado de Demonstrações Manse (coreano: 만세운동; hanja: 萬歲運動;).
Segundo o historiador coreano Park Eun-sik, a repressão teria resultado em cerca de 7.500 mortos, 16.000 feridos e 46.000 prisões.
Em 1949, a data passou a ser um feriado nacional na Coreia do Sul.

## Contexto
Em janeiro de 1919, Woodrow Wilson, então Presidente dos Estados Unidos, defendeu, na Conferência de Paz de Paris, os "Quatorze Pontos" que incluíam o direito à "autodeterminação" nacional dos povos. Esse fato impulsionou mobilizações do Movimento Samil, que lutava contra a ocupação colonial da Coreia pelo Império do Japão. Desse modo, após ouvir as notícias do discurso de Wilson, jovens coreanos, que estudavam em Tóquio, publicaram um manifesto pedindo a liberdade do domínio colonial.
Outro fato que impulsionou as mobilizações, foi a morte do Imperador Gojong, no dia 21 de janeiro de 1919, pois havia uma suspeita generalizada de que ele tinha sido envenenado pelos japoneses.
No dia 1º de março, ocorreu o funeral do Imperador, que reuniu uma grande quantidade de coreanos    .

## Eventos na Coreia

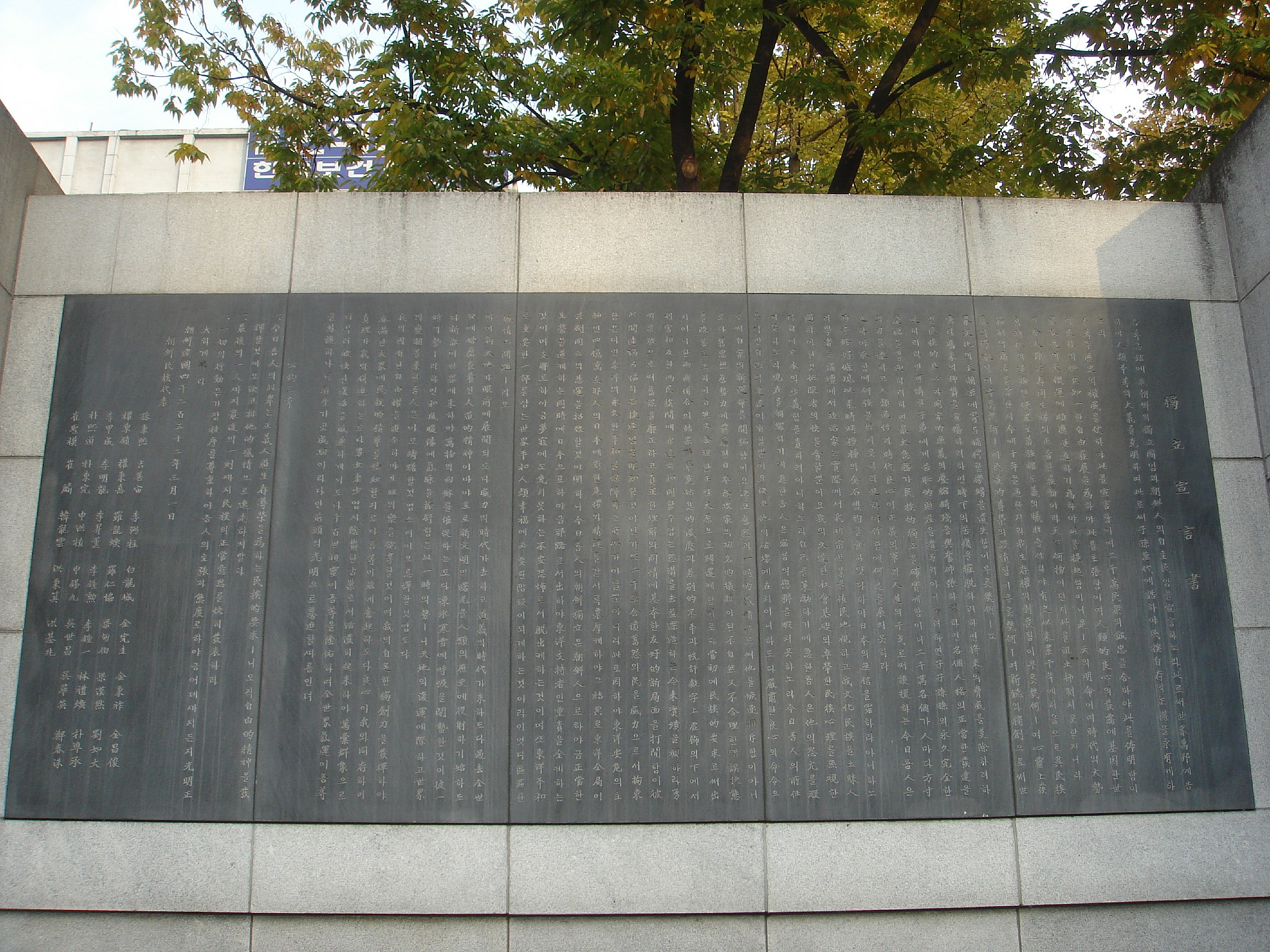
O monumento do Movimento Primeiro de Março.

Às 14 horas de 1º de março de 1919, os 33 nacionalistas que formavam o núcleo do Movimento Samil reuniram-se no restaurante Taehwagwan em Seul, e leram, em voz alta, a declaração de independência coreana que havia sido escrita pelo historiador Choe Nam-seon. Os nacionalistas inicialmente planejaram reunir-se no Parque Tapgol no centro de Seul, mas eles acabaram escolhendo um local mais privado com medo de que o encontro poderia se tornar em um motim. Os líderes do movimento assinaram o documento e enviaram uma cópia para o Governador-Geral da Coreia.
Os líderes do movimento então telefonaram para a polícia para informar sobre suas ações e foram presos.
Antes da declaração formal, a Coreia também exibiu as seguintes queixas do povo japonês através de suas publicações e mídia:
- A crença de que o governo deveria discriminar quando empregasse coreanos ao invés de japoneses; eles exigiam que nenhum coreano tivesse posições importantes no governo.
- A existência de uma disparidade na educação oferecida aos coreanos e aos japoneses.
- Os japoneses desprezaram e mal trataram os coreanos em geral.
- Oficiais políticos, coreanos e japoneses, eram arrogantes.
- Não havia nenhum tratamento especial para as classes altas ou acadêmicos.
- Os processos administrativos eram muito complicados e muitas leis foram criadas para guiar o comportamento do povo.
- Havia muito trabalho forçado que não era desejado pelo público.
- A carga tributária era muito alta e os coreanos estavam pagando mais do que antes, enquanto recebiam a mesma quantidade de serviços.
- A terra continuou a ser confiscada pelos japoneses por razões pessoais.
- Professores de vilas coreanas foram forçados a deixar seus empregos porque os japoneses tentavam suprimir suas tradições e ensinamentos.
- O desenvolvimento da Coreia foi almejado em benefício dos japoneses. Eles argumentavam que apesar de os coreanos trabalharem para alcançar o desenvolvimento, eles não recebiam os benefícios de seu próprio trabalho.

Estas queixas foram altamente influenciadas pela Declaração de Wilson do Princípio da Autodeterminação.
Apesar das preocupações dos nacionalistas, multidões se reuniram no Parque Pagoda para ouvir um estudante, Chung Jae-yong, ler a declaração publicamente. Após isso, formou-se uma procissão, que a polícia militar japonesa tentou suprimir. Delegados especiais associados com o movimento também leram cópias da proclamação da independência por vários locais pelo país às 14 horas do mesmo dia.
Os protestos continuaram a se espalhar e, como a polícia local e militar japonesa não conseguiam conter as multidões, o exército e até mesmo a marinha foram chamados. Há alguns relatos de atrocidades. Em um exemplo notável, a polícia japonesa trancou os habitantes da vila de Jeam-ri em uma igreja antes de queimá-los.
Aproximadamente dois milhões de coreanos participaram em mais de 1,5 mil demonstrações, muitos das quais foram massacrados pela força policial japonesa e exército. O livro A Sangrenta História do Movimento de Independência Coreana (한국독립운동지혈사, 韓國獨立運動之血史), escrito por Park Eunsik alega que 7.509 pessoas foram mortas, 15.849 feridas e 46.303 presas.
Entre 1º de março e 11 de abril, oficiais japoneses relataram que 553 pessoas foram mortas e mais de 12 mil presos, enquanto 8 policiais e policiais militares foram mortos e 158 foram feridos. Muitos desses presos foram levados à infame Prisão de Seodaemun em Seul onde eles foram aprisionados sem julgamento e torturados. Algumas centenas de pessoas foram assassinadas em assassinatos extrajudiciais na "casa da morte".
Em junho de 1920, ocorreu a Batalha de Chingshanli, que foi a primeira batalha em grande escala entre as milícias que lutavam pela independência da Coreia e o exército japonês na Manchúria.
Em outubro de 1920, ocorreu a Batalha de Qingshanli, outra importante batalha entre as milícias que lutavam pela independência da Coreia e o exército japonês na Manchúria.

## Efeitos
O Movimento Primeiro de Março resultou em uma grande mudança na política imperial em relação à Coreia. Hasegawa Yoshimichi, então Governador-Geral da Coreia, aceitou a responsabilidade pela perda do controle (embora a maioria das medidas repressivas em relação ao levante foram também utilizadas pelos seus predecessores) e foi substituído por Saito Makoto. Alguns dos aspectos do domínio japonês considerados mais desagradáveis aos coreanos foram suprimidos. A polícia militar foi substituída por uma força civil e uma liberdade de imprensa limitada foi permitida sobre o que foi chamado de 'política cultural'. Muitas dessas políticas moderadas foram revertidas durante a Segunda Guerra Sino-Japonesa e Segunda Guerra Mundial.
Após o movimento, pela primeira vez na Coreia, as mulheres encontraram oportunidades para expressar suas opiniões. Ideias da liberação feminina passaram a ser publicadas após a rebelião. Jornais como o Sin Yoja (Nova Mulher) e Yoja Kye (Mundo da Mulher) foram impressos.
Devido à repressão e à caça de ativistas pelos japoneses, muitos líderes coreanos foram para o exílio na Manchúria, em Xangai e em outras partes da China, onde continuaram suas atividades. O Movimento foi um catalisador para o estabelecimento do Governo Provisório da República da Coréia em Xangai, em abril de 1919. Também influenciou o crescimento da resistência não violenta na Índia e em muitos outros países. [7] O Exército de Libertação Coreano foi posteriormente formado e autorizado a operar na China pelo Governo Nacionalista da China. Durante este período, houve uma mobilização de ativistas católicos e protestantes na Coréia, com o ativismo incentivado entre a diáspora coreana nos Estados Unidos, China e Rússia.
Entre 12 e 14 de abril de 1919, foi convocado o Primeiro Congresso Coreano foi convocado por Soh Jaipil, na Filadélfia (Estados Unidos) em apoio à independência da Coréia.
Em 24 de maio de 1949, o Primeiro de Março foi designado como um feriado nacional na Coreia do Sul.

## Reação internacional
Uma delegação de emigrantes coreanos de Japão, China e Havaí buscou ganhar apoio internacional pela independência na Conferência de Paz de Paris (1919). Os Estados Unidos e o Japão Imperial bloquearam a tentativa da delegação de discursar na conferência.
Em abril de 1919, o Departamento de Estado dos Estados Unidos contou ao embaixador no Japão que "o consulado [em Seul] deveria ser extremamente cuidadoso para não encorajar qualquer crença de que os Estados Unidos irão auxiliar os nacionalistas coreanos em prosseguir com seus planos e que não deveria fazer nada que pudesse deixar as autoridades japonesas com a suspeita de que o governo americano simpatiza com o movimento nacionalista coreano".